# Luis Bolín
Luis Antonio Bolín Bidwell (auch Luis Calvo Andaluz; * 1894 in Málaga; † 3. September 1969 ebenda in Madrid) war Anwalt und Journalist. Im spanischen Bürgerkrieg war er als Pressechef der Putschisten der Unión Militar Española tätig. 1954 bis 1962 leitete er die spanische Zeitung ABC.

## Leben
Bolín studierte an der Universität Granada. Während des Ersten Weltkriegs war er Journalist in Frankreich.
1921 war er bei der Informationsabteilung des Völkerbundes. Von 1932 bis 1936 war Calvo Presse-Attaché der spanischen Botschaft in London. Sein Bruder Manuel Bolín war mit Constancia de la Mora verheiratet, die auf Seiten der Republik kämpfte.

## Taxi für Franco
Am 6. Juli 1936 rief der Herausgebers von ABC, Juan Ignacio Luca de Tena, aus Biarritz bei Bolín in London an und trug ihm das folgende auf:

„Es ist erforderlich, dass Du in England ein Wasserfluzeug beauftragst, welches in der Lage ist direkt von den Kanarischen Inseln nach Marokko, wenn möglich nach Ceuta, fliegen kann. Ein Spanier welcher Mayorga heißt, wird Dir das notwendige Geld geben, er arbeitet in der Londoner City in der Kleinwort Bank. Das Flugzeug muss am kommenden Samstag, dem 11. Juli 1936 in Casablanca sein.“

Mit diesem Plan traf sich Bolín im Simpson's-in-the-Strand mit Juan de la Cierva und Douglas Francis Jerrold. Bolín und de la Cierva fanden kein Wasserflugzeug mit diesen Merkmalen. Jerrold empfahl ihnen eine De Havilland DH.89 Dragon Rapide, der Flugzeugchartergesellschaft Olley Air Services in London Borough of Croydon.
Der ursprüngliche Plan musste geändert werden. Ceuta hatte keinen Flugplatz, was es notwendig machte einen anderen Ort zum Landen und eine Flugroute zu finden, welche keine Zwischenlandung auf der Iberischen Halbinsel vorsah. Um den Zweck des Fluges zu verschleiern, schlug de la Cierva vor, sie als Lustreise zu kaschieren. Zwei blonde Frauen sollten die Aufmerksamkeit der Behörden auf sich lenken. Jerold vermittelte Hugh Bertie Campbell Pollard einschließlich seiner Tochter Diana und deren Freundin Dorothy Watson.
Pollard hatte offiziell das Flugzeug gemietet. In seinen späteren Veröffentlichungen schrieb Bolín, dass Pollard oberflächlich sei und spanisch nicht verstünde. Zur Besatzung gehörte noch Cecil W. H. Bebb, der Pilot der Royal Air Force, George Bryers als Mechaniker und ein Funker.
Das Flugzeug mit der Beschriftung G-ACYR  hob am 11. Juli um 07:15 in Croydon ab und landete auf einem überschwemmten Flughafen in der Nähe von Bordeaux. Luca de Tena stieg zu und flog bis Casablanca in Französisch-Marokko mit. Von dort wollte Luca de Tena nach Tanger, dort ein kleines Flugzeug mieten und damit Franco nach Llano Amarillo auf Ceuta bringen, wo ein kleines Flugzeug landen konnte. Damit Luca de Tena einen Sitzplatz in der De Havilland DH.89 bekam, musste der Mechaniker von Toulouse nach Casablanca mit einem Linienflug der Air France fliegen. Sie flogen noch am 11. Juli 1936 weiter Richtung Portugal, mussten aber wegen schlechten Wetters über Spanien umkehrten und landeten in Biarritz. Am 12. Juli 1936 landete das Flugzeug zwischen Porto und Lissabon, wo Bolín und Luca de Tena mit José Sanjurjo sprachen. Sanjuro sollte den Putsch anführen, aus seinem Exil in Portugal hatte er aber nichts organisiert, weshalb er ihnen nur Zuspruch geben konnte. Am Abend des 12. Juli 1936 flog die Gruppe weiter nach Casablanca, wo sie am 15. Juli 1936 landete. In Casablanca trafen sie den Mechaniker wieder und bezogen das Hotel Carlton. Pollard, der Mieter des Flugzeugs, wies Bebb an, das Flugzeug für einen Flug zu den Kanarischen Inseln fertig zu machen. Worauf dieser antwortete, er müsse den Motor überholen und dass sie nicht vor dem 15. Juli 1936 fliegen könnten.
Der Funker hatte über Spanien mit Flughäfen Kontakt aufgenommen, er geriet in den Verdacht für die spanische Regierung zu arbeiten, er wurde der Inkompetenz und Trunkenheit angeschuldigt und beim britischen Gesandten in Casablanca zurückgelassen. Auch Bolín blieb in Casablanca. Um den Verdacht der spanischen Behörden zu zerstreuen, machte die Maschine noch in Kap Juby und Ifni Station, bevor sie auf Gran Canaria landete. Trotzdem war die Nachricht vom Flug schon im Innenministerium angekommen, welches anordnete das Flugzeug festzuhalten.
In Las Palmas de Gran Canaria angekommen, begaben sich Pollard mit seiner Tochter und Dorothy Watson nach Santa Cruz de Tenerife, um Franco die Parole für den Transfer: »Galicia saluda a Francia«, welche ihnen Bolín in Casablanca aufgeschrieben hatte, zu überbringen, während Bebb und Bryers in Gando blieben. Am 16. Juli 1936 wurden Bebb und Bryers in ihrem Hotel festgenommen und von Männern von Luis Orgaz Yoldi über das Ziel ihrer Reise verhört. Sie gaben an, dass sie auf eine Gruppe englischer Touristen warten, um sie zurück nach England zu bringen. Am 15. Juli 1936 erschoss sich General Amado Balmes, der Militärkommandant von Las Palmas, mit der Dienstwaffe.
Am 17. Juli 1936 schiffte sich Franco mit dem Postdampfer Viera y Clavijo mit dem Ziel Las Palmas ein, um, wie ihm die Regierung empfohlen hatte, den Vorfall zu untersuchen und an der Bestattung teilzunehmen. Er kam um acht Uhr an und nahm an der Autopsie und der Totenwache teil. Um 12 Uhr nahm Franco, zusammen mit Antonio Boix Roig, dem Zivilgouverneur und dem Vorsitzenden des Magistrats, an der Beerdigung teil. Während des Nachmittags besuchte er verschiedene Viertel und kehrte zu seiner Unterkunft im Hotel Madrid um 19 Uhr zurück. In diesem Moment ist der Putsch mehr als ein Gerücht, Antonio Boix Roig zog die Kräfte der Guardia Civil und des Überfallkommandos im Regierungsgebäude zusammen.
Ebenfalls am 17. Juli 1936 wurde Bebb noch einmal von General Orgaz im Beisein von Pollard besucht. Ihnen wurde im Verhör mitgeteilt, dass am vorangegangenen Tag ihre Identität geklärt wurde und dass sich ihr Passagier schon in Las Palmas befände.
Am 18. Juli 1936 um 14:33 h hob die Dragon Rapide mit Franco Richtung Casablanca ab. Franco trug Landestracht und eine Diplomatenpass auf den Namen José Antonio de Sangróniz. Mit ihm flog sein Vetter Francisco Franco Salgado-Araújo sowie ein Flugbeamter. Bei der ersten Zwischenlandung in Agadir trafen sie auf eine Gruppe Militärflugzeuge unter dem Befehl der Regierung, welche von Cabo Juby nach Spanien flogen. Franco befahl Bebb, er solle am anderen Ende der Piste parken, um zu vermeiden, dass er erkannt würde, von dort sandte Bebb eine chiffrierte Botschaft, welche darüber informierte, dass er Franco an Bord hätte, welcher nicht aus dem Flugzeug stieg.
Um 21:15 Uhr kam die Dragon Rapide in Casablanca an und sie trafen sich mit Bolín. Franco wollte die Reise fortsetzen, doch alle anderen redeten es im aus, weshalb sie in Casablanca übernachteten. Bolín teilte sich ein Zimmer mit Franco. Während des Tages erhielt Bolín einen Anruf von Luca de Tena, welcher ihm mitteilte, dass sie nicht in der internationalen Stadt Tanger landen sollten, wie es vorgesehen war, da eine Gruppe Bewaffneter die Ankunft Francos dort erwartete. Das Ziel war nun der Flughafen Sania Ramel, Tetuán, welcher von Oberst Eduardo Sáenz de Buruaga kontrolliert wurde. Kurz vorher war der Flughafen noch unter dem Kommando von Ricardo de la Puente Bahamonde, einem republiktreuen Vetter ersten Grades von Franco. Am 19. Juli 1936 landeten sie auf dem Flughafen Sania Ramel, unweit von Tetuán.

## Bomber für Guernica
Am 21. Juli 1936 schickte Franco Bolín und Marqués Luca de Tena nach Rom. In Bolíns Tasche lag ein Briefbogen der Offiziersmesse des Tetuáner Flughafens, auf welchem Franco eilig geschrieben hatte: „Hiermit beauftrage ich Don Luis Antonio Bolín dringend in England, Deutschland oder Italien über den Kauf von Flugzeugen und Nachschub für das nichtmarxistische spanische Heer“. In Rom suchte Bolín mit Finanzierung von Juan March bei Benito Mussolini um Savoia-Marchetti SM.81, wie sie beim Luftangriff auf Gernika beteiligt waren, an. Als Pressechef der Putschisten der Unión Militar Española ließ Bolín Anfang 1937 Arthur Koestler verhaften und drohte „K. wie einen tollen Hund zu erschießen“ Über das Bombardement von Guernica ließ Bolín verbreiteten, dass die „Roten“ selbst (gemeint waren die baskischen Republikaner) Guernica in Brand gesteckt hätten. Von Februar 1938 bis 6. Mai 1945 war Bolín Direktor der staatlichen, spanischen Fremdenverkehrsamtes. Von 1942 bis 1952 war Bolín als Jefe del Sindicato Nacional de Hostelería y Similares in den spanischen Kongress gesetzt.
1938 kehrte Calvo als Korrespondent für die Zeitung ABC nach London zurück. Am 12. Februar 1942 wurde Calvo in Bristol am Fuß der Gangway des Flugzeuges, mit welchem er aus Lissabon kam, verhaftet. Calvo räumte im „Camp 020“ ein, für die Abwehr zu arbeiten. Bis Mitte 1944 lieferte Calvo weiter Berichte nach Deutschland, welche ihm vom MI6 geschrieben wurden. Er wurde interniert und 1945 auf Initiative des Vatikans nach Spanien abgeschoben.

## Direktor des ABC
Von 1954 bis 1962 war Luis Calvo Andaluz Direktor des ABC. Calvo gehörte mit Luca de Tena zum engeren Freundeskreis von Juan Perón in dessen Exil 1958 bis 1973 in Spanien, weshalb der Name Luis Calvo in der 1976 erschienenen Perón Biografie, Yo, Juan Domingo Perón, Buenos Aires, als Mitautor genannt wurde.